# Michail Leonidowitsch Stoljarow
Michail Leonidowitsch „Dosia“ Stoljarow (russisch Михаил Леонидович Столяров; * 19. Juni 1988) ist ein russischer E-Sportler in der Disziplin Counter-Strike: Global Offensive.

## Karriere

### Counter-Strike 1.6
Stoljarow begann seine Karriere 2007 beim Team AgAt. Im April 2008 wechselte er zu tp.uSports. Bei der WCG 2009 erzielte er mit CMAX.gg den vierten Platz. Im Dezember 2009 wechselte er zu forZe. 2010 erzielte er beim Arbalet Cup Asia 2010 den zweiten Platz und bei der European Nations Champions 2010 mit der russischen Nationalmannschaft den vierten Platz.
Nachdem er von Oktober 2010 bis Februar 2011 für Meet Your Makers gespielt hatte, schloss er sich Moscow Five an. Mit Moscow Five gewann er 2011 die MSI Beat It Russia 2011. Zudem erzielte er bei der WCG 2011 den dritten Platz und beim Intel Challenge Super Cup 8 den zweiten Rang. Von HLTV wurde er als 19. erstmals in die Liste der zwanzig besten Spieler aufgenommen.
2012 erzielte Stoljarow den dritten Platz bei der IEM VI Global Challenge Kiev und einen 5.–6. Platz bei der Intel Extreme Masters VI. Im August wechselte er zu place2play.ru.

### Counter-Strike: Global Offensive
Mit Virtus.pro wechselte er zu der Disziplin Counter-Strike: Global Offensive. Im gleichen Jahr beendete er das ASUS Final Battle of the Year 2012 auf dem dritten und die  StarLadder StarSeries IV auf dem zweiten Platz.
2013 siegte er mit Virtus.pro die StarLadder StarSeries V. Außerdem erreichte das Finale bei dem Techlabs Cup 2013 Moscow und der ESL Major Series One - Summer 2013. Überdies beendete er die Copenhagen Games 2013, die DreamHack Summer 2013 und die StarLadder StarSeries VI im Halbfinale. Im Juli verließ er das Team und er schloss sich Astana Dragons an. Mit seinem neuen Team siegte er 2013 bei den Techlabs Cup 2013 Finals. Des Weiteren erzielte er einen zweiten Rang bei der StarLadder StarSeries VII und das Halbfinale bei der DreamHack Bucharest 2013 und dem Electronic Sports World Cup 2013. Das Major DreamHack Winter 2013 beendete er im Viertelfinale. Für seine Einzelleistungen wurde er von HLTV als viertbester Spieler des Jahres gewählt. Zudem erhielt er auch seine erste MVP-Auszeichnung.
2014 wurde sein Team von der Organisation HellRaisers übernommen. In den Majorturnieren ESL One Cologne 2014 und DreamHack Winter 2014 erreichte er das Viertelfinale, während er in der ESL One: Cologne 2014 den 9.–12. Platz erzielte. Zudem erzielte er in diesem Jahr das Finale bei der Game Show League Season 1 und das Halbfinale bei der DreamHack Summer 2014, der DreamHack Valencia 2014 und der StarLadder StarSeries X.
Im nächsten Jahr siegte er bei der Acer Predator Masters Season 1. Überdies erzielte er den dritten Platz bei der Assembly Winter 2015 und der CS:GO Champions League Season 1. Von Oktober 2015 bis Januar 2016 spielte er für HS.GG, bevor er zum Team Gambit Esports wechselte.
2016 gewann Stoljarow die Acer Predator Masters Season 3 und die DreamHack Open Winter 2016. Im MLG Major Championship: Columbus 2016 erreichte er den 9.–12. Platz, während er die ESL One: Cologne 2016 auf dem 5.–8. Rang beendete.
Das folgende Jahr begann für ihn mit einem 5.–8. Platz beim Eleague Major: Atlanta 2017. Darauf folgten ein zweiter Platz bei der cs_summit 1 und ein Sieg bei der DreamHack Open Austin 2017. Bei der Dreamhack Open Austin 2017 erhielt er seine zweite MVP-Auszeichnung. Das PGL Major Kraków 2017 konnte er mit einem 2:1-Sieg gegen Immortals gewinnen. Damit gelang ihm sein erster und einziger Major-Sieg. Im weiteren Verlauf des Jahres siegte er bei der ROG Masters 2017 und er erreichte das Halbfinale bei der DreamHack Masters Malmö 2017 und der DreamHack Open Winter 2017.
2018 erzielte er im Eleague Major: Boston 2018 den 9.–11. Platz. Das zweite Major des Jahres, das Faceit Major: London 2018, beendete er auf dem 20.–22. Rang. Seine größten Erfolge in diesem Jahr waren Halbfinaleinzüge bei den WESG 2017, der DreamHack Masters Marseille 2018, der DreamHack Open Tours 2018, der Adrenaline Cyber League 2018, der DreamHack Open Summer 2018, der Intel Extreme Masters XIII - Shanghai und der ESL One: New York 2018.
Nachdem Stoljarow im Mai 2019 bei Gambit auf die Bank gesetzt worden war, verließ er das Team im Dezember zu OneThree.TSG. Im April wechselte er zu Mustang Crew. Von Mai 2021 bis Oktober spielte er zudem bei FreeTON. In seinen Karrierestationen nach Gambit spielte er hauptsächlich in kleinen oder in Qualifikationsturnieren.